# 西奧馬基 (日梅林卡區)
49°6′53″N 28°6′21″E / 49.11472°N 28.10583°E
西奧馬基（烏克蘭語：Сьомаки）是位於烏克蘭西南部文尼察州日梅林卡區的村莊，面積1.82平方公里，海拔高度266米，2001年人口1,029，人口密度每平方公里565.38人。